# Physalis ignota
Physalis ignota är en potatisväxtart som beskrevs av Nathaniel Lord Britton. Physalis ignota ingår i släktet lyktörter, och familjen potatisväxter. Inga underarter finns listade i Catalogue of Life.